# Мангал
Мангал (арап. مَنْقَل [manqal], азер. manqal, греч. Μανγκάλ, груз. მაყალი, јерм. մանղալ, тур. mangal) је предмет за благо загријавање просторије и/или припрему јела и кафе. Мангал се појављује у различитом виду (мања метална кутија за заријавање простора, већи предмет или посуда за кување). У зависности од намјене изграђен је од кованог гвожђа и/или бакра. 
Поједини предмети су присутни у музејима. На подручју Балкана користио се током 19. вијека у градским кућама имућнијих породица. Дрво, угаљ и угљен се често користе као гориво за мангал. Мангал је имао поклопац, на њему се кувала кафа или се загријевало јело. Могао се преносити. Интересантан је и као декоративни предмет.

## Електрични мангал
Грејање за печење меса у њима вршено је из електричне спирале (цевасти електрични грејачи), а ражњићи су се аутоматски ротирали помоћу електромотора. Електрични произвођачи роштиља још нису ушли у употребу.

## Класификација
- Што се тиче материјала, то је метал, цигла (камен).[5]
- По дизајну: стационарни, полустационарни, склопив, преносив.[6]

## Разлика између роштиља и мангала
Главна разлика између роштиља и мангала су материјали који се користе, топлота и вријеме. Роштиљ се кува на високој температури (200-260 степени) и за кратко вијреме (неколико минута). Мангал је, с друге стране, метода у којој се месо кува на релативно ниској температури (95-150 степени) и дуго времена, док се његов укус повећава пушењем.

## Галерија
- Мангал, Музеј Старе Херцеговине
- Мангал, Регионални музеј у Добоју
- Мангал, Музеј Семберије у Бијељини
- Електрични мангал, шашљик. Јапан